# 솎아내기

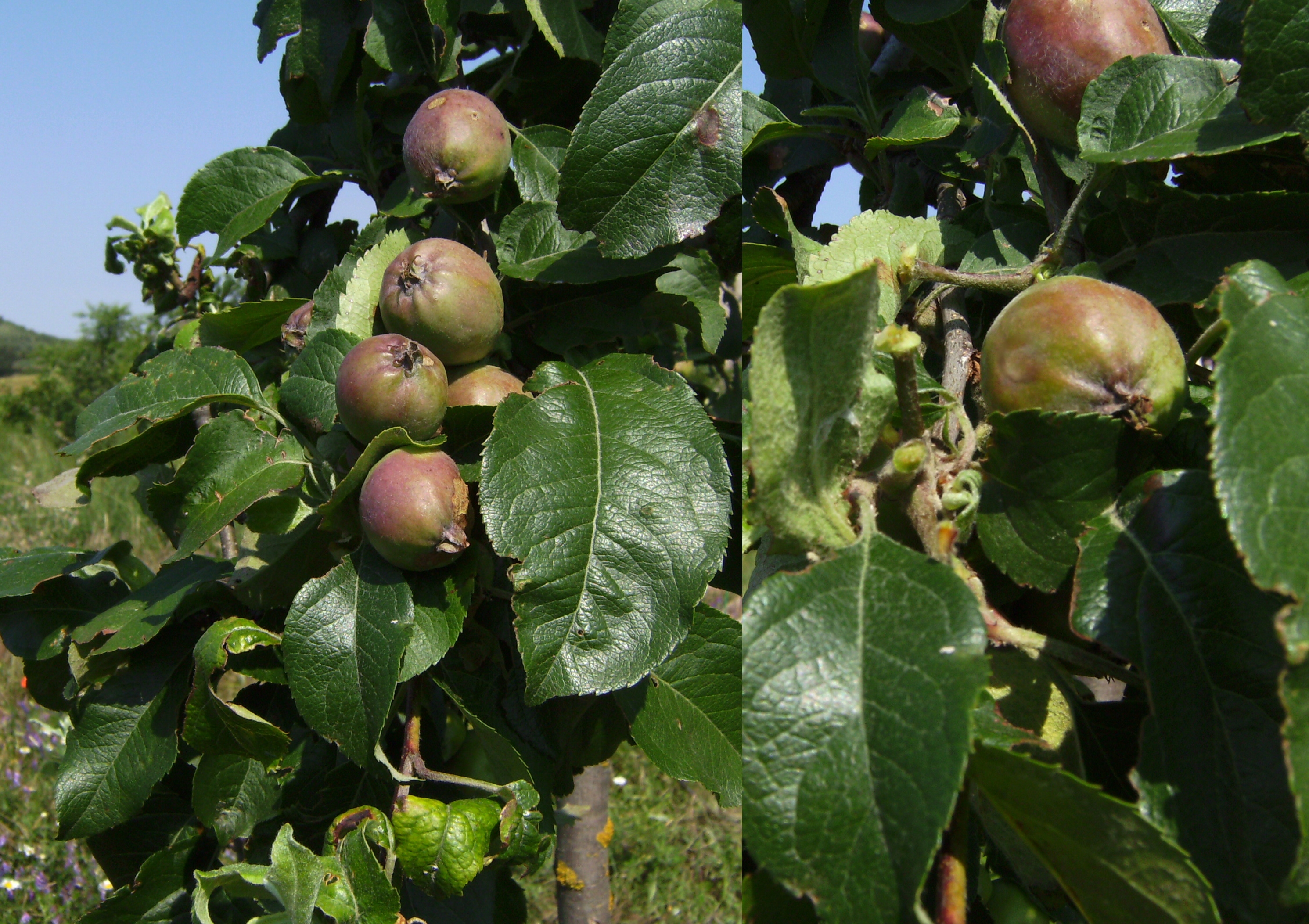
사과 솎아내기: 이전(왼쪽), 이후(오른쪽)

솎아내기(thinning)란 식물의 밀도를 줄여 나머지가 더 잘자라게 줄이는 과정이다. 나무가 잘 자라도록 하기 위한 숲의 벌채 또한 솎아내기에 속하는데, 이때는 솎아베기 또는 간벌(間伐)이라고 한다.

## 같이 보기
- 가지치기